# Azad Sabri Shaba
Azad Sabri Shaba (arabisch آزاد صبري شابَا, DMG Āzād Ṣabrī Šābā; * 1. Februar 1966 in Kirkuk) ist ein irakischer Geistlicher und chaldäisch-katholischer Bischof von Dohuk.

## Leben
Azad Sabri Shaba wuchs in Schaqlawa auf. Er studierte ab 1984 Philosophie und Katholische Theologie am patriarchalen Priesterseminar in Bagdad. Am 11. Januar 1991 empfing er in Bagdad das Sakrament der Priesterweihe für die Erzeparchie Erbil.
Shaba war zunächst als Pfarrvikar und ab 1994 als Pfarrer in Schaqlawa tätig. Von 2002 bis 2006 war er Rektor des Kleinen Seminars in Bagdad. 2006 wurde Azad Sabri Shaba für weiterführende Studien nach Rom entsandt, wo er 2009 an der Päpstlichen Akademie Alfonsiana ein Lizenziat im Fach Moraltheologie erwarb. Nach der Rückkehr in seine Heimat wirkte Shaba erneut als Pfarrer in Schaqlawa. Zudem lehrte er Moraltheologie am Institut für Philosophie und Theologie des Babel College in Erbil. Von 2010 bis 2011 war Azad Sabri Shaba Protosynkellos der Erzeparchie Erbil. Danach setzte er seine Studien in Rom fort. Ab 2014 war Shaba zudem als Seelsorger für die chaldäisch-katholischen Gläubigen in Schweden tätig. 2020 wurde er an der Päpstlichen Akademie Alfonsiana mit der Arbeit Le grandi personalità del dialogo interreligioso tra cristiani e musulmani nella Chiesa d’Oriente: uno studio etico („Die großen Persönlichkeiten des interreligiösen Dialogs zwischen Christen und Muslimen in der Ostkirche: eine ethische Studie“) zum Doktor der Theologie promoviert.
Die Bischofssynode der chaldäisch-katholischen Bischöfe wählte ihn am 14. August 2021 zum Bischof von Dohuk. Papst Franziskus stimmte der Wahl am 24. Dezember 2021 zu. Der chaldäisch-katholische Patriarch von Babylon, Louis Raphaël I. Kardinal Sako, spendete ihm am 21. Januar 2022 in der Mar-Ith-Alaha-Kathedrale in Dohuk die Bischofsweihe; Mitkonsekratoren waren der chaldäisch-katholische Erzbischof von Mosul-Aqra, Najib Mikhael Moussa OP, und der emeritierte Bischof von Dohuk, Rabban al-Qas.